# Borgo Velino
Borgo Velino är en ort och kommun i provinsen Rieti i regionen Lazio i Italien. Kommunen hade 945 invånare (2018).